# Initiative populaire « Pro vitesse 130/100 »
L'initiative populaire « Pro vitesse 130/100 » est une initiative populaire suisse, rejetée par le peuple et les cantons le 26 novembre 1989.

## Contenu
L'initiative demande d'ajouter un aliéna à l'article 37bis de la Constitution fédérale fixant la limitation de vitesse à 130 km/h sur les autoroutes et à 100 km/h sur les autres routes en dehors des localités.
Le texte complet de l'initiative peut être consulté sur le site de la Chancellerie fédérale.

## Déroulement

### Contexte historique
En application de l'article 37bis de la constitution qui donne à la Confédération la compétence législative en matière de véhicules, la loi fédérale sur la circulation est édictée le 19 décembre 1958 ; l'article 32 de cette loi fixe la première limitation de vitesse à 60 km/h dans les localités. Lors de la révision de la loi en 1975, le Parlement décide de ne plus faire figurer de limitation dans la loi, mais charge le Conseil fédéral de régler ces limitations sur toutes les routes du pays.
Depuis cette modification, les prescriptions suivantes ont été prises : 
- 1er janvier 1973 : 100 km/h sur les routes hors des localités
- 17 novembre 1973 : 100 km/h sur les autoroutes
- 14 mars 1974 : 130 km/h sur les autoroutes
- 1er janvier 1977 : 60 km/h à l'intérieur des localités, 100 km/h à l'extérieur des localités
- 1er juillet 1980 : 50 km/h à l'intérieur des localités
- 1er janvier 1985 : 80 km/h hors des localités et 120 km/h sur les autoroutes

L'initiative est lancée par un groupe conduit par un journaliste bâlois spécialisé dans l'automobile Bernhard Böhi en réaction à un projet de mesure urgente du Conseil fédéral de limiter la vitesse à 100 km/h sur les autoroutes et à 80 km/h sur les routes hors des localités afin de combattre le dépérissement des forêts.
P

### Récolte des signatures et dépôt de l'initiative
La récolte des 100 000 signatures nécessaires a débuté le 27 mars 1984. Le 15 janvier de l'année suivante, l'initiative a été déposée à la chancellerie fédérale qui l'a déclarée valide le 6 mars.

### Discussions et recommandations des autorités
Le Conseil fédéral et le parlement recommandent tous deux le rejet de cette initiative. Dans son message adressé à l'assemblée, le Conseil fédéral lui oppose deux types de motifs. Le premier motif est juridique : en fixant les limites de vitesse dans la Constitution, l'initiative empêche le Conseil fédéral de procéder à des modifications de celles-ci, en particulier dans le cas d'une adaptation aux normes internationales. Le second motif est lié à la protection de la nature ; en cas de besoin, les limitations doivent pouvoir être adaptées « avec rapidité et souplesse en fonction de la situation ».

### Votation
Soumise à la votation le 26 novembre 1989, l'initiative est refusée par 14 6/2 cantons et 62,0 % des suffrages exprimés. Le tableau ci-dessous détaille les résultats par cantons :

## Effets
Deux ans après ce refus populaire, une nouvelle initiative demandant uniquement de fixer la limitation à 130 km/h sur les autoroutes est lancée. Elle ne parviendra cependant pas à réunir les 100 000 signatures nécessaires.